# The Jimmy Timmy Power Hour
The Jimmy Timmy Power Hour è un film d'animazione crossover tra le serie Due fantagenitori e Le avventure di Jimmy Neutron, trasmesso in prima TV su Nickelodeon nel 2008. In italiano è disponibile su Paramount+, dal 2022.

## Trama
Timmy Turner non ha svolto il suo progetto scientifico, a causa del suo nuovo videogioco Decimator: Crush Pianeta. Desidera andare nel più grande laboratorio di Dimmsdale ma finisce in quello  di AJ. Timmy, aspirando al più grande laboratorio dell'universo, diventa in 3-D e arriva a Retroville, in Texas, nel laboratorio di Jimmy Neutron, che ha messo in stato di aggiornamento il cane robotico Goddard.
Dopo aver utilizzato alcune attrezzature senza permesso, Timmy fa scomparire Jimmy che finisce a Dimmsdale. Entrambi, ognuno nel mondo dell'altro, combinano dei disastri. Timmy confonde il CD con gli aggiornamenti per Goddard con quello del gioco Decimator: Crush Pianeta, trasformando il cane in un robot distruttore che semina il caos a Retroville. Jimmy invece, in uno dei suoi tentativi di tornare a casa, finisce per trascinare Denzel Q. Crocker nel fantamondo, dove si impadronisce dell'arsenale magico e disattiva la fonte generale di magia togliendo alle creature fatate tutti i loro poteri. Il ragazzo prodigio in quella situazione conosce Cosmo e Wanda, ma crede che siano ologrammi di qualche sofisticato programma di intelligenza artificiale (qui Cosmo si vanta parecchio per il fatto di essere stato definito intelligente) con la capacità di alterare la realtà.

## Edizione Italiana
Il doppiaggio è stato curato dalla C.D. Cine Dubbing di Roma con la direzione di Antonella Baldini. 
Questo crossover è disponibile in lingua italiana solo a partire dal 2022 (siccome precedentemente era inedito in Italia) in concomitanza con il ridoppiaggio della serie Due Fantagenitori.
Per i personaggi provenienti dalla serie Due Fantagenitori sono state usate le voci del ridoppiaggio (Emiliano Reggente e Anna Laviola doppiano i due padrini fatati al posto di Luigi Ferraro e Francesca Guadagno).
Mentre per i personaggi di Le avventure di Jimmy Neutron è stato richiamato il cast storico Milanese della serie, fatta eccezione per Carl e Sheen doppiati rispettivamente da Luca Bottale (come negli altri due crossover) e Jacopo Calatroni, al posto del deceduto Paolo Torrisi e di Diego Sabre. ritiratosi dal mondo del doppiaggio nel 2022.

## Sequel
- The Jimmy Timmy Power Hour 2: amici - nemici
- The Jimmy Timmy Power Hour 3: The Jerkinators